# 安東省 (中華民國)
安東省，為中華民國在東北地區東南部的一個省，是国民政府所设東九省之一，省會通化市。

## 名稱由來
取安寧東疆之意。也有說該地是唐朝安東都護府的舊地而命名。

## 轄境範圍
民國三十六年（1947年）6月5日國民政府公佈的東北新省區方案，以滿州國的安東、通化二省合併而成，面積為62279.23平方公里，轄境相當於今辽宁省清原满族自治县、新宾满族自治县、桓仁满族自治县、宽甸满族自治县、凤城市、丹东市、东港市及吉林省通化市、白山市全域。是東北九省面積最小的。

## 地理
全省地形以丘陵山地為主體，境內多山，呈震旦走向，一般在600至1000公尺左右。東部高峻。向西南低傾，南邊有鴨綠江河谷及沿海平原，中北部主要為長白山地的一部分。長白山主峰兵使巖是東北第一高峰（2744公尺），峰下天池，係一鍋狀火口湖，是松花江發源處。鴨綠江貫穿東南境，是最重要的河流。富含水力，建有水豐發電廠。
本省位於北緯40至43度之間，1月均溫在攝氏零下10度至18度之間，冬季長達4、5個月；夏季7、8月的平均溫雖在攝氏20度以上，但無逾攝氏23度者。本省冬寒而長，夏熱苦短。
本省屬溫帶季風氣候，加上在東北緯度較低，是氣候比較溫和的地方。由於多山，且近海迎風，故雨量較豐，以鴨綠江中、下游最多，並由此向東北遞減；全省各地年雨量概在700公厘以上，六、七、八三個月是雨季。近海，年雨量在1000公釐左右，
安東的山地林區廣大，伐木業以鴨綠江流域最盛。安東是東北最大木材市揚，其地木材、木漿、造船等工業發達。丘陵區柞蠶的養殖業頗盛，絲產量冠全國，安東也是柞蠶絲集散和絲織中心。
人口民國三十六年（1947年）上半年統治資料為316萬3911人，下半年統計資料為297萬1170人。

## 歷史
历史上是各民族混杂之地，燕、秦、汉、西晋以及以后多个朝代均有行政管理。汉朝大致为幽州辽东郡与漢四郡管辖范围。唐朝时属安东都护府。
清代時歸奉天將軍所轄，清光緒三十三年（1907年）東北設省，屬奉天省。民國十八年（1929年），奉天省改名為遼寧省，繼續為遼寧省所轄。
民國二十一年（1932年）日軍侵佔中國東北，東北成為「滿洲國」領土。1934年10月，滿洲國把東北4省劃為14省，新增設的安東省管轄安東、鳳城、賽馬、寬甸等12縣，治所設於安東縣城，安東遂成為安東省軍事、政治、經濟、文化活動中心。
1937年12月，滿洲國從安東縣析出設安東市，為安東省會。安東市與安東縣同隸屬于安東省，市區劃金湯、元寶、中興、鎮安、浪頭、大和、旭日7個區。
按照胡焕庸提议的方案，东北设九省。民國三十四年（1945年）抗日戰爭勝利後，國民政府準備接收東北，明令將東北三省劃為九省，於9月4日任命安東省政府主席。此時中國共產黨的軍隊早己進駐安東市，11月初成立安東省民主政府。蘇軍從東北撤離後，國共在東北發生大規模軍事衝突。民國三十五年（1946年）5月，國軍相繼攻克海龍、柳河、東豐；10月下旬，攻克清原、新賓、鳳城、安東。安东省政府主席高惜冰于10月28日率属员进驻安东市。12月，攻克通化、輯安，全省大部分地區己被國軍收復，國府人員進駐安東各地。東北民主聯軍在南满根据地仅控制臨江縣、長白縣、撫松縣、濛江縣（中共政权已将其改名为靖宇县）。中共的安東省民主政府撤至临江。1946年12月17日－1947年4月3日，「四保临江战役」，林彪指揮東北民主聯軍发动东北夏季攻势轉入戰略反攻。通化守军第195师陷入孤立境地，于5月22日拂晓弃城向新宾方向撤走，共军进驻通化市。中共南满分局、辽东军区和辽宁省一地委由临江迁回通化。6月6日国军及党政机关撤离安東，共軍四纵十一师三十二团副政委张在田奉命率第一营（营长董化亭、教导员臧明义、副营长毕庶连）于6月7日从宽甸县城出发，于6月10日进驻安东市。中共的安東省民主政府遷回安東市。中華民國的安東省政府消亡。

## 行政區劃
民國三十六年（1947年）6月5日國民政府公佈的東北新省區方案，省會為通化市，下轄2市、18縣，由於全省轄境較小，不設行政督察區。抗戰結束後，國民政府一度控制全省大部，但在國民政府公佈行政區劃之前，全境己被中共東北民主聯軍控制，因此國民政府公佈的行政區劃並未得到執行。大部分縣份在九一八事變以前屬遼寧省，濛江縣原屬吉林省，通化、安東二市在滿洲國時期已經存在，僅新設孤山縣：
| 安東省           | 安東省 | 安東省 | 安東省                                     | 安東省                                                                                        |
| 所屬督察區及盟部 | 代碼   | 縣市局 | 駐地(2023年4月)                            | 沿革                                                                                          |
| ---------------- | ------ | ------ | ------------------------------------------ | --------------------------------------------------------------------------------------------- |
| 省直轄地區       | 27001  | 通化市 | 今吉林省通化市城區                         | 安東省會。滿洲國時期析通化縣城區置，屬通化省。抗戰結束後保留，民國36年（1947年）6月核准設置。 |
| 省直轄地區       | 27002  | 安東市 | 今遼寧省丹東市城區                         | 滿洲國時期析安東縣城區置，屬安東省。抗戰結束後保留，民國36年（1947年）6月核准設置。           |
| 省直轄地區       | 27003  | 通化縣 | 今吉林省通化市城區                         | 滿洲國時期屬通化省。                                                                          |
| 省直轄地區       | 27004  | 安東縣 | 今遼寧省丹東市城區                         | 滿洲國時期屬安東省。                                                                          |
| 省直轄地區       | 27005  | 鳳城縣 | 鳳凰城（今遼寧省鳳城市駐地鳳凰城鎮）       | 滿洲國時期屬安東省。                                                                          |
| 省直轄地區       | 27006  | 寬甸縣 | 今遼寧省寬甸滿族自治縣駐地寬甸鎮           | 滿洲國時期屬安東省。                                                                          |
| 省直轄地區       | 27007  | 桓仁縣 | 今遼寧省桓仁滿族自治縣駐地桓仁鎮           | 滿洲國時期屬通化省。                                                                          |
| 省直轄地區       | 27008  | 輯安縣 | 通溝（今吉林省集安市駐地團結街道）         | 滿洲國時期屬通化省。                                                                          |
| 省直轄地區       | 27009  | 臨江縣 | 帽兒山（今吉林省臨江市駐地臨江鎮）         | 滿洲國時期屬通化省。                                                                          |
| 省直轄地區       | 27010  | 長白縣 | 塔甸（今吉林省長白朝鮮族自治縣駐地長白鎮） | 滿洲國時期屬通化省。                                                                          |
| 省直轄地區       | 27011  | 撫松縣 | 雙甸子（今吉林省撫松縣駐地撫松鎮）         | 滿洲國時期屬通化省。                                                                          |
| 省直轄地區       | 27012  | 濛江縣 | 濛江（今吉林省靖宇縣駐地靖宇鎮）           | 滿洲國時期屬通化省。                                                                          |
| 省直轄地區       | 27013  | 輝南縣 | 謝家埠（今吉林省輝南縣東南輝南鎮）         | 滿洲國時期屬通化省。                                                                          |
| 省直轄地區       | 27014  | 金川縣 | 小金川（今吉林省輝南縣東南金川鎮）         | 滿洲國時期廢縣，併入輝南、柳河二縣。抗戰結束後恢復縣制。                                      |
| 省直轄地區       | 27015  | 柳河縣 | 柳樹河子（今吉林省柳河縣駐地柳河鎮）       | 滿洲國時期屬通化省。                                                                          |
| 省直轄地區       | 27016  | 海龍縣 | 海龍城（今吉林省梅河口市東北海龍鎮）       | 滿洲國時期屬四平省。                                                                          |
| 省直轄地區       | 27017  | 東豐縣 | 大杜川（今吉林省東豐縣駐地東豐鎮）         | 滿洲國時期屬四平省。                                                                          |
| 省直轄地區       | 27018  | 清原縣 | 八家鎮（今遼寧省清原滿族自治縣駐地清原鎮） | 滿洲國時期屬奉天省。                                                                          |
| 省直轄地區       | 27019  | 新賓縣 | 新賓（今遼寧省新賓滿族自治縣駐地新賓鎮）   | 滿洲國時期改名興京縣，屬奉天省。抗戰結束後恢復原縣名。                                        |
| 省直轄地區       | 27020  | 孤山縣 | 大孤山（今遼寧省東港市東北孤山鎮）         | 民國36年（1947年）6月核准析莊河、岫岩、鳳城、東安4縣地置。因境內有大孤山得名。                |

## 行政區劃年表
| 安東省行政區劃年表                                                        |          |    |    |    |      | |
| 說明：「?」表示不能確定其發生年份或月份，故放於最有可能的一年內，詳見注釋 |          |    |    |    |      | |
| 西元                                                                      | 民國紀元 | 縣 | 市 | 局 | 其他 | 行政區劃變更 |
| 1947年                                                                    | 民國36年 | 18 | 2  |    |      | - 遼寧省通化縣來隸（6月） - 遼寧省安東縣來隸（6月） - 遼寧省鳳城縣來隸（6月） - 遼寧省寬甸縣來隸（6月） - 遼寧省桓仁縣來隸（6月） - 遼寧省輯安縣來隸（6月） - 遼寧省臨江縣來隸（6月） - 遼寧省長白縣來隸（6月） - 遼寧省撫松縣來隸（6月） - 吉林省濛江縣來隸（6月） - 遼寧省輝南縣來隸（6月） - 遼寧省金川縣來隸（6月） - 遼寧省柳河縣來隸（6月） - 遼寧省海龍縣來隸（6月） - 遼寧省東豐縣來隸（6月） - 遼寧省清原縣來隸（6月） - 遼寧省新賓縣來隸（6月） - 析通化縣置通化市（6月） - 析安東縣置安東市（6月） - 析莊河、岫岩、鳳城、安東4縣置孤山縣（6月） |
| 1948年                                                                    | 民國37年 | 18 | 2  |    |      | |
| 1949年                                                                    | 民國38年 | 18 | 2  |    |      | |

## 政府
- 安東省政府
  - 主席高惜冰→董彦平
  - 參議蔡景華
  - 秘書長王同寅
  - 財政廳長于學思
  - 建設廳長李酉山（东北大学机械专业教授）
  - 教育廳長吳希庸（东北大学经济系教授）
  - 會計長高鳳桐
  - 接收專員關崇義
  - 安東市政府市長包景華
  - 安東市政府參事袁華東
  - 安東市警察局長胡春華
  - 安東縣長劉德鄰
  - 安東省保安司令部副司令王景烈
  - 东北保安第十一支队，司令曹济民，1100余人，活动在安东、凤城两县
  - 參謀長孫成城
- 中国国民党安东省党部书记长李光忱，委员李春光